# Kosmos 2505
Kosmos 2505, ruski izviđački satelit za optičko izviđanje (fotografski, vrsta koja se vraća s filmom) iz programa Kosmos. Vrste je Jantar-4K2M (Kobaljt-M br. 565 / (91 L)). 
Lansiran je 5. lipnja 2015. godine u 15:23 s kozmodroma Pljesecka s mjesta 43/4. Lansiran je u nisku orbitu oko planeta Zemlje raketom nosačem Sojuz-2.1a. Orbita mu je bila 177 km u perigeju i 285 km u apogeju. Orbitne inklinacije je 81,42°. Spacetrackov kataloški broj je 40667. COSPARova oznaka je 2015-027-A. Zemlju je obilazio u 89,12 minuta. Pri lansiranju bio je mase oko 6700 kg. 
Imao je servisni modul s mogućnošću ponovnog paljenja i dva solarna panela, veliko konično kapsule za spuštanje (za ponovni ulazak u atmosferu) s kamerom i dvije male sferične kapsule za spuštanje (SpK, "spuskajemaja kapsula"). 
Vratio se na Zemlju 18. rujna 2015. godine. Iz misije je ostalo jedan dio (Blok-I) koji je ostao kružiti u niskoj orbiti pa se vratio u atmosferu. 

## Vanjske poveznice
- N2YO.com Search Satellite Database (engl.)
- Celes Trak SATCAT Format Documentation (engl.)
- Kunstman  Arhivirana inačica izvorne stranice od 12. kolovoza 2019. (Wayback Machine) Satellites in Orbit (engl.)